# Wilderness Road

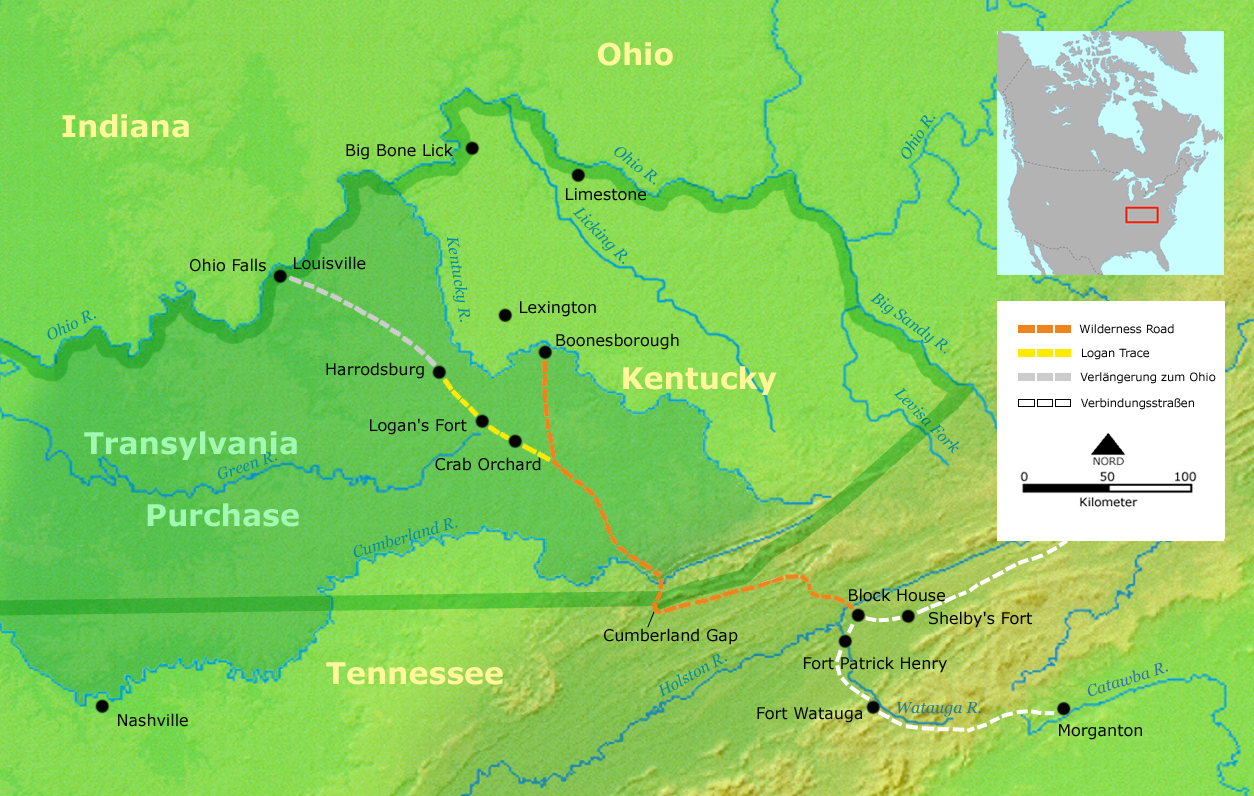
Die Wilderness Road um 1785

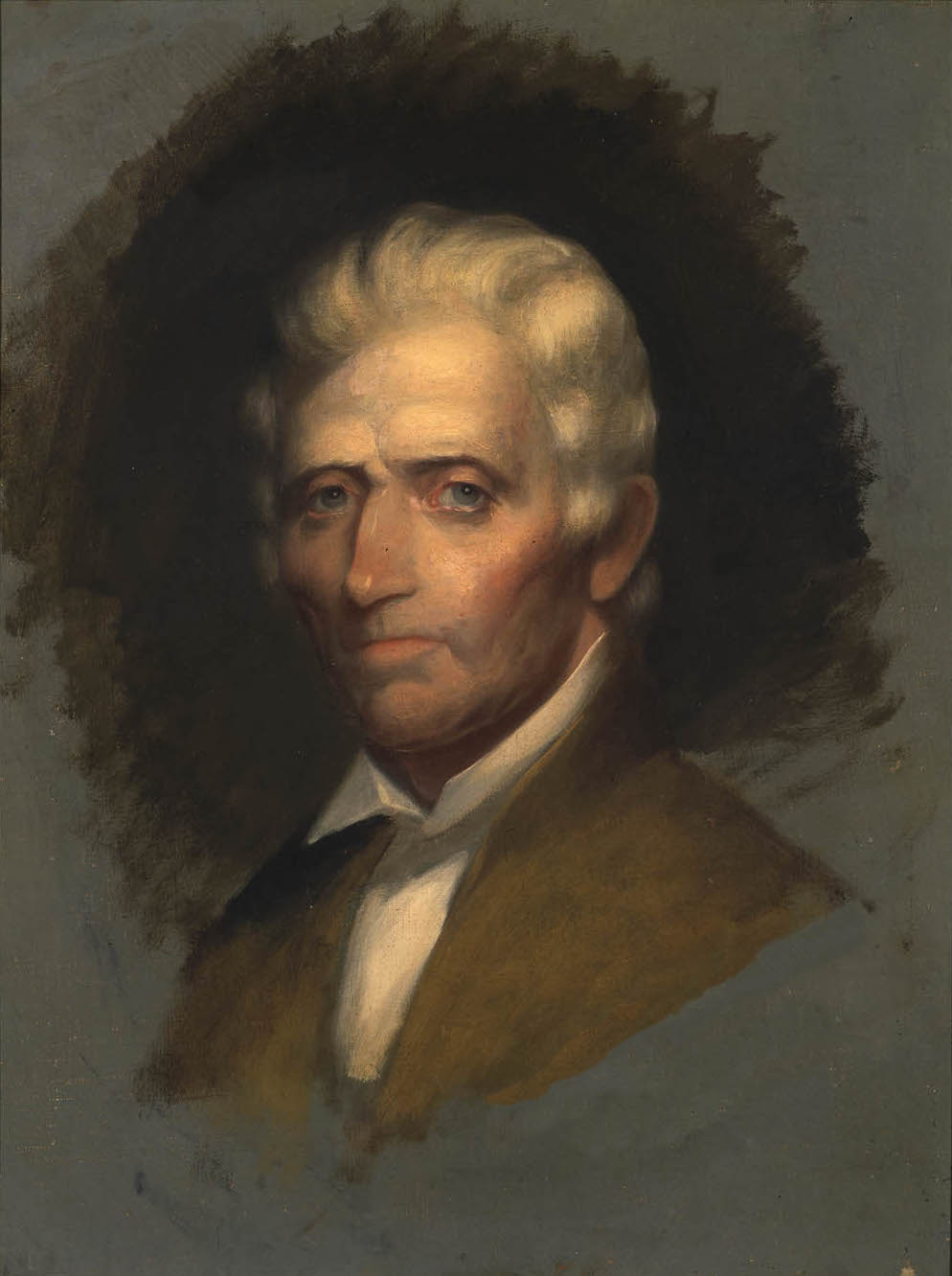
Daniel Boone (um 1820)

Die Wilderness Road (deutsch „Wildnisstraße“) war die erste Ost-West-Verbindung über die Appalachen in den Vereinigten Staaten, auf der Siedler von den Küstenebenen am Atlantischen Ozean in den Mittleren Westen gelangen konnten. Sie war über fünfzig Jahre lang die einzige Route von Virginia nach Kentucky. Ihr Wegbereiter war Daniel Boone, der die Strecke im Jahre 1775 im Auftrag der Transylvania Company von Fort Chiswell in Virginia durch das Cumberland Gap ins zentrale Kentucky bahnte. Die Straße wurde später entlang alter Indianerpfade bis zu den Wasserfällen am Ohio River bei Louisville verlängert. Die steile und unebene Wilderness Road war nur zu Fuß oder zu Pferde passierbar, dennoch wurde sie von Tausenden Reisenden benutzt. Im Jahr 1792 bewilligte die Regierung des neuen Staats Kentucky Geldmittel, um die Straße auszubauen. 1796 wurde die neue Allwetterstraße für Kutschen und Transportfahrzeuge eröffnet. Um 1840 gab man die alte Strecke, der die modernen Highways weitgehend folgen, auf.

## 18. Jahrhundert
Am 10. März 1775 begann Daniel Boone gemeinsam mit 35 Holzfällern, im Auftrag der Transylvania Company und des Richters Richard Henderson aus North Carolina eine etwa 360 Kilometer lange Schneise durch die Wälder und quer über die Berge Kentuckys bis zum Cumberland Gap zu schlagen. Eine Flut von Immigranten aus Schottland, Irland und Deutschland zog in den nächsten Jahren über die Wilderness Road. Man schätzt, dass über 200.000 Pioniere über diesen Weg nach Westen zogen und extreme Strapazen auf sich nahmen. Der Winter 1778/79 beispielsweise brachte eine derartige Kälte, dass der Kentucky River eine 60 Zentimeter dicke Eisdecke hatte. Die Siedlungen an der Strecke kämpften ums Überleben. Viele Rinder und Schweine erfroren.
Wegen der häufigen indianischen Überfälle war die Reise über die Wilderness Road gefürchtet, und die Passanten mussten gut bewaffnet sein. Auch weiße Räuber und andere Kriminelle lauerten an der Strecke und bedrohten die Reisenden. Obwohl die Transylvania Company das Gebiet zuvor von den Cherokee gekauft und die Irokesen im Vertrag von Fort Stanwix ihre Zustimmung gegeben hatten, bewohnten noch andere Stämme, zum Beispiel die Shawnee, die Region und stellten Besitzansprüche. Man baute Blockhäuser zur Verteidigung entlang der Strecke, die mit Schießscharten gegen Angreifer ausgerüstet waren. Die Shawnee-Krieger kamen aus dem Norden, während die Chickamauga, die den Landverkauf der Cherokee ablehnten, sich aus dem Süden näherten. Die Chickamauga unter ihrem Häuptling Dragging Canoe (Kanuschlepper) machten wochenlang eine Strecke von 160 Kilometer Länge unsicher. Sie überfielen nur kleinere Gruppen, und im Herbst 1784 verloren mehr als 100 Reisende ihr Leben auf der Straße. Viele Familien kamen sogar in Eis und Schnee und überquerten die Bäche und Flüsse ohne Schuhe und Strümpfe. Sie hatten oft kein Geld und wenig anzuziehen. Ihre Nahrung holten sie sich aus den Wäldern und Flüssen.
Auch von wilden Tieren drohten Gefahren. Des Nachts konnten die Reisenden das Heulen der Wölfe und die Schreie der Berglöwen hören. Manche Indianer imitierten diese Geräusche. Auch vor Bären und giftigen Schlangen, wie Kupferkopf- und Klapperschlangen, die im welken Laub und Unterholz lebten, musste man sich in Acht nehmen.
Die Wilderness Road entwickelte sich als wichtige Handelsstraße für die ersten Siedler in Kentucky. Pferde, Rinder, Schafe und Schweine konnte man in Nord- und Süd-Carolina, Maryland und Virginia auf dem Markt verkaufen. Schweine wurden in Herden von 500 Tieren über die Straße zum Markt getrieben, und Rindfleisch entwickelte sich zur Haupteinnahmequelle der Farmer in Zentral-Kentucky. Im Jahr 1792 wurde eine Postlinie eröffnet und die Postreiter erwarben sich durch ihren Mut ein hohes Ansehen. Die Siedler erwarteten voller Ungeduld die Postsendungen, Zeitungen und Neuigkeiten aus dem Osten und aus den anderen Orten an der Strecke.

## 19. und 20. Jahrhundert

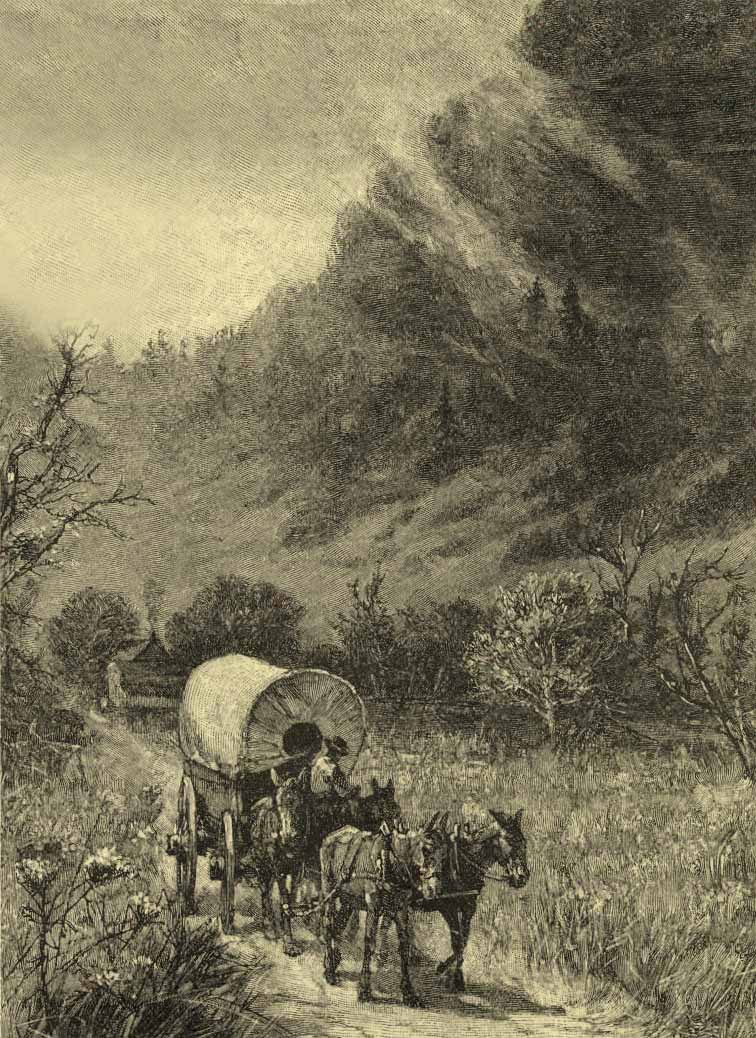
Planwagen auf der Wilderness Road

Als 1818 die National Road eröffnet wurde, die am Ohio River entlangführte und eine Reise nach Westen über ebene Straßen erlaubte, verlor die Wilderness Road an Bedeutung. Zudem konnte man mit dem Dampfboot über den Ohio River zum Mississippi River und zurück fahren.
Im Sezessionskrieg spielte die Wilderness Road nochmals eine wichtige Rolle und wurde von beiden Armeen genutzt. Der Cumberland Gap wechselte während des Krieges viermal den „Besitzer“. Die Armee der Südstaaten marschierte entlang der Straße, um Virginia zu erreichen. 1864 nutzte General Ulysses S. Grant die Wilderness Road beim Feldzug gegen Tennessee. Grant soll sinngemäß gesagt haben: „Mit zwei Brigaden am Cumberland Gap könnte ich den Pass gegen die Armee halten, die Napoleon nach Moskau geführt hat.“
Ein Teil der Wilderness Road gehörte zu den ersten asphaltierten Straßen der USA: Die alte Straße über die Berge zwischen dem Cumberland Gap in Tennessee und Middlesboro in Kentucky wurde im Jahre 1908 nach einem neuen Verfahren asphaltiert. Zu dieser Zeit bestanden erst etwa 1.100 km Asphaltstraßen in den Vereinigten Staaten. Später gehörte die Strecke zum berühmten Dixie-Highway, der Detroit mit Miami verband (heute der U.S. Highway 25).
Heute ist der Cumberland Gap ein Nationalpark; Teile der Wilderness Road können im Wilderness Road State Park in Virginia besichtigt werden. Etwa acht Kilometer östlich des Cumberland Gaps liegt ein rekonstruiertes Fort bei Martins Station an der Wilderness Road.